# 김재인 (1990년)
김재인(1990년 1월 27일 ~ )은 대한민국의 배우이다.

## 학력
- 동덕여자대학교 방송연예과

## 출연작

### 영화
- 《악의제국: 13일의금요일 챕터2》 (2019년) - 강지원 역
- 《살인택시괴담: 야경 챕터2》 (2019년)
- 《13일의 금요일: 음모론의 시작》 (2019년) - 김혜라 역
- 《암전》 (2019년) - 미정역 배우 역

### 드라마
- 《종이달》 (2023년, 지니 TV) - 진영서 역
- 《국가대표 와이프》 (2021년, KBS1) - 구로미 역
- 《경찰수업》 (2021년, KBS2) - 윤나래 역
- 《제발 그 남자 만나지 마요》 (2020년, MBC every1)
- 《VIP》 (2020년, SBS)
- 《다시 만난 너》 (2019년, 웹드라마)
- 《드라마 스테이지 - 진추하가 돌아왔다》 (2018년, tvN)
- 《귓속말》 (2017년, SBS)
- 《다시, 첫사랑》 (2016년, KBS2)

### 연극
- 《애너벨 리》
- 《나의 PS 파트너》
- 《쩨쩨한 로맨스》
- 《그남자 그여자》
- 《강풀의 순정만화》
- 《아 유 크레이지》

### 광고
- 똑닥뷰티
- 피코크